# ソードアート・オンライン
『ソードアート・オンライン』（Sword Art Online）は、川原礫によるライトノベル。小説のイラストはabecが担当している。公式略称は「SAO」。小説の他にも、漫画化・アニメ化・ゲーム化・テレビドラマ化など様々なメディアミックス展開が行われている。
作中に登場するゲーム「ソードアート・オンライン」については本項VRMMORPGを参照。

## あらすじ
西暦2022年、1000人のユーザーによるベータテストを経て世界初のVRMMORPG「ソードアート・オンライン」（SAO）の正式サービスが開始され、約1万人のユーザーは完全なる仮想空間を謳歌していた。
しかし、ゲームマスターにして開発者である天才量子物理学者の茅場晶彦がプレイヤーたちの前に現れ、自発的ログアウトは不可能であること、舞台「浮遊城アインクラッド」の最上部第100層のボスを倒してクリアすることだけが脱出する唯一の方法であること、そして死亡した場合には現実世界のプレイヤー自身が本当に死亡するということを宣言した。プレイヤーの1人である少年キリトはこの絶望的な狂気のデスゲームで生き残るべく戦うことを決意し、始まりの街から旅立ってゆく。
しかし、後に「SAO事件」と称されるこのデスゲームは、仮想世界をめぐるさまざまな事件の幕開けにすぎなかった。
プログレッシブ
前日譚 収録巻：『プログレッシブ』第1巻 -
デスゲームの開始から1か月、アインクラッドではすでに約2千人ものプレイヤーが死亡していた。誰も第1層を突破できずにベータテスターと一般プレイヤーの確執ばかりが深まる中、騎士を自称するプレイヤーであるディアベルの主導により、ついに初めてのボス攻略が行われることになる。そして、キリトはその第1回ボス攻略会議の席にて成り行きから助けた少女アスナとコンビを組む。
しかし、フロアボスとの戦いによってディアベルが戦死した結果、キリトはベータテスターと一般プレイヤーの対立を鎮めるために「ビーター」の汚名を名乗ることを余儀なくされ、象徴を失った攻略プレイヤーたちも攻略方針の違いから2つの派閥に分かれてしまう。さらには裏から派閥対立を煽り、プレイヤーたちにプレイヤーキル（PK）、つまり殺人の一線を越えさせんとする「煽動PK集団」の影までもが見え隠れする。
キリトとアスナは攻略集団の中で微妙な立場に置かれながらも、対立と煽動PK集団の暗躍によって危うい舵取りを強いられる派閥間の調整に奔走すると同時に、自らもアインクラッドの攻略に挑んでいく。

アインクラッド編
第1部 収録巻：第1巻 - 第2巻 / 第8巻（一部）/ 第22巻（一部）
茅場晶彦によるデスゲームの開始から約2年近くが経過し、最前線は第74層まで達したものの、生存者は約6千人まで減っていた。
最強ギルド「血盟騎士団」の副団長となったアスナとのコンビを解消したキリトは、数々の出会いと別れを繰り返しながら孤独なソロプレイヤーとして最前線で戦い続けていた。そんなある日、偶然にもアインクラッドで貴重とされるS級食材を手に入れたキリトは、それをきっかけに久々にアスナとパーティを組み、再び心を通わせていく。それこそが、「SAO事件」最後の3週間の始まりであった。

フェアリィ・ダンス編
第2部 収録巻：第3巻 - 第4巻 / 第22巻（一部）
SAOがクリアされて約2か月が経過した2025年1月。キリトこと桐ヶ谷和人が現実世界へ帰還していたのに対し、SAOにて心を通わせたアスナこと結城明日奈は帰還することなく病院のベッドにて眠り続けていた。同様に、300人ものプレイヤーが意識を失ったまま眠り続けており、初期化されるはずのSAOサーバーも不可解な稼動を続けているという。
この現状に乗じ、明日奈の父が経営する総合電子機器メーカー「レクト」の社員にしてSAOサーバーの維持管理担当者である須郷伸之は、強引に明日奈を妻にしようと目論む。自らの無力感に苛まれる和人は、妖精たちのファンタジー世界を舞台としたハイスペックVRMMORPG「アルヴヘイム・オンライン」（ALO）の中でアスナらしき人物が目撃されたという情報を得る。
真実を確かめるために再び仮想世界へダイブした和人は、かつてSAOで共に暮らした「娘」のユイやALOへのダイブ直後に出会った剣士のリーファと共に、ALOの中心「世界樹」の攻略を目指す。

ファントム・バレット編
第3部 収録巻：第5巻 - 第6巻
SAOがクリアされて1年後の2025年12月。和人は救出した明日奈やかつての仲間たちと共に、ALOの世界を生きていた。そんなある日、和人は、SAO事件で顔見知りとなった総務官僚の菊岡誠二郎から、銃撃戦が繰り広げられる銃器と鋼鉄のVRMMORPG「ガンゲイル・オンライン」（GGO）に出没した謎のプレイヤーである死銃（デス・ガン）が関わるとされる連続変死事件の調査を依頼される。
真相を究明するべくGGOへダイブした和人は、ログイン直後に知り合った少女のシノンからこの世界についてのレクチャーを受けつつ、死銃との接触を図るべく最強のガンナーを決める大会「バレット・オブ・バレッツ」（BoB）に参加する。これまでとまったく勝手の違う銃器世界での戦いにキリトは苦戦するが、持ち前の剣技と反射神経、センスを駆使しながら勝ち抜いていく。やがて一連の事件の真実に迫る中、キリトはSAO時代に対峙したPK（プレイヤーキラー）集団 「ラフィン・コフィン」 との忌まわしき因縁と対峙することになる。

キャリバー編
外伝 収録巻：第8巻（一部）
2025年12月28日の朝、和人と直葉は「MMOトゥモロー」の一面を飾った「聖剣エクスキャリバー」発見の知らせを目撃する。新生アインクラッド攻略にかまけてヨツンヘイム攻略をおろそかにしていた和人は、これを機に「聖剣エクスキャリバー」獲得を目指す。しかし、ヨツンヘイムへ降りたキリト達が目にしたのは巨人型邪神と共闘して象水母型邪神を狩るレイドパーティーという奇妙な光景であった。

マザーズ・ロザリオ編
外伝 収録巻：第7巻
「死銃事件」から数週間後の2026年1月。アスナはリズベットたちから「絶剣」と呼ばれる凄腕の剣士がALOに現れたことを聞く。その剣士は自らの「オリジナル・ソードスキル」を賭け、1対1の「デュエル」の相手を募集しているらしい。キリトすら撃ち破ったその腕と剣技に興味を持ったアスナは自分も「絶剣」ことユウキに勝負を挑むが、熱戦の末に敗れてしまう。その後、アスナは親しくなったユウキから彼女がリーダーを務めるギルド「スリーピング・ナイツ」を紹介され、他のメンバーとも打ち解け始める。しかし、「スリーピング・ナイツ」のメンバーにはある悲しい秘密が隠されていたのだった。

オーディナル・スケール
劇場アニメ 原作未収録
2026年4月。「ナーヴギア」をその後継VRマシン「アミュスフィア」がとって代わったかのように、ARマシン「オーグマー」という次世代ウェアラブル・マルチデバイスが発売された。「オーグマー」は覚醒状態で使用することができる安全性とその利便性から瞬く間にユーザーを増やし、ARアイドルのユナの存在と「オーグマー」専用のARMMORPG「オーディナル・スケール」（OS）もその人気を後押ししていた。
キリトの仲間たちも「オーグマー」を日常やゲームによく活用してOSに参戦する中、キリト本人はこの新しい機器に乗り気ではなく、OSもあまりプレイしてはいなかった。そんな中、OSに旧SAOのボスモンスターが現れるという噂が流れ始める。アスナに連れられてOSをプレイしたキリトが目の当たりにしたものは、旧アインクラッド第10層のボスモンスター「カガチ・ザ・サムライロード」だった。
現実世界を舞台に、多くのSAO帰還者たちを巻き込んだ悲しき陰謀が幕を開ける。

アリシゼーション編
第4部（人界編） 収録巻：第9巻 - 第14巻
GGOで起きた「死銃事件」から半年が経った2026年6月。和人は菊岡からの紹介で、謎多きベンチャー企業「ラース」の開発した次世代フルダイブ実験機「ソウル・トランスレーター」のテストダイバーのアルバイトを行っていた。ある日、和人は「ダイシー・カフェ」での談笑からの帰りに「死銃事件」の実行犯最後の1人によって薬剤を注射され、昏睡状態に陥ってしまう。和人が目を覚ました時、眼前には現実世界と遜色なく豊かな感性を持つNPCたちが住まう仮想世界「アンダーワールド」（UW）が広がっていた。ログアウト不可という旧SAOと同じ状況に際したキリトは現実世界への道を求め、親しくなった少年・ユージオと共に世界の中心「セントラル・カセドラル」を目指す。
一方、現実世界の和人は搬送先の病院から昏睡状態のまま連れ出され、行方不明になっていた。明日奈たちは和人の行方の手がかりを求め、藁をも掴む思いで茅場の恋人だった神代凛子にコンタクトを取り、「ラース」に潜入する。そこで菊岡の口から明かされたのは、UWの根幹にあるボトムアップ型人工知能開発計画「プロジェクト・アリシゼーション」だった。

アリシゼーション新章 アンダーワールド大戦編
第4部新章（大戦編） 収録巻：第15巻 - 第18巻
人界の民を恐るべき兵器に変えようとしていた「セントラル・カセドラル」と人界の支配者にしてシステム管理者であるアドミニストレータとの戦いに辛勝を収めたキリトの代償は、ユージオの死と自身の精神喪失であった。キリトと共闘した「整合騎士」のアリスは彼を連れ、ルーリッドの村はずれでひっそりと暮らしていた。しかし、人界とダークテリトリーの全面戦争が近いことを知ったアリスはキリトを連れ、戦場へ向かう。
一方、現実世界ではUWが存在する施設「オーシャンタートル」が謎の襲撃者たちによって占拠されていた。明日奈はキリトに加え、完全な人工知能として覚醒したアリスを救うため、UWへのログインを決意する。そして、襲撃者たちを率いて人間の魂を求めるガブリエルも闇の皇帝ベクタとしてUWへログインし、アリスを奪うべく人界への侵攻を始める。これに対抗するアリスら人界軍は戦力差に押されるが、創世神ステイシアとして降り立ったアスナの参戦によって持ち直す。
しかし、外国のVRMMOプレイヤーを大量投入するという策によって両軍は混乱させられ、その隙を突いたガブリエルによってアリスは拉致されてしまい、人界軍とダークテリトリー軍は一時休戦してこれに対処するも次第に追い込まれていく。そこに現れたのは、同じく女神と化したリーファとシノン、ユイの願いに応じて救援に駆けつけたクラインたち日本のVRMMOプレイヤーたちだった。
再び戦況が覆る中、今度はガブリエルの部下であるヴァサゴことSAO最悪の殺人鬼であったPoHが新たな戦力を率い、アスナたちを心身ともに追い詰めていく。

ムーン・クレイドル編
第4部外伝 収録巻：第19巻 - 第20巻
大戦が終結して1つになったUWでは、人界と暗黒界の人々が交流を始めていた。人界側の代表になっていたキリトはこの平和が長続きしないことを予想し、争いを回避すべく現実世界の先進技術をUWに伝えていた。
そんな中、もう起こるはずがない殺人事件が起こってしまう。この事態に際し、キリトは整合騎士見習いとなった後輩騎士のロニエを伴って捜査を開始する。

ユナイタル・リング編
第5部 収録巻：第21巻 -
キリトとアスナがUWから現実世界へ帰還して1か月半後。ALOのログハウスにいるキリトとアスナの傍らには現実世界での身体を得たアリスの姿があったが、謎のゲーム「ユナイタル・リング」（UR）へ突如強制コンバートされてしまう。強制コンバートは百を超える仮想世界から数十万人におよび、過酷なオープンワールド・サバイバルゲームが幕を開ける。
時を同じくして、キリトはUWに正体不明の人物が侵入したとの情報を得る。ディープ・フリーズ中のアリスの妹・セルカを蘇らせたいという目的もあり、キリトやアスナ、アリスらはURの攻略とUWの問題解決を同時進行で進める。

## 登場人物
キリト（Kirito）
声 - 松岡禎丞
外伝を除く本作全編を通しての主人公。SAO事件を劇的な早期解決へと導いた「黒の剣士」。
SAO事件後も、その残滓が引き起こした様々な事件に巻き込まれていく。
アスナ（Asuna）
声 - 戸松遥
本作のメインヒロイン。SAO事件における紆余曲折の末にキリトと結ばれて相思相愛の関係となり、心身ともにキリトに寄り添い彼を支えていく。
SAOでは最強のギルド「血盟騎士団」の副団長であり「閃光」と渾名されていたが、事件以前はゲームとは無縁な良家の令嬢であった。
ユイ（Yui）
声 - 伊藤かな恵
アインクラッド第22層の森に倒れていた少女。キリトとアスナを両親のように慕い、2人も実の娘のように可愛がっている。
リーファ（Leafa）
声 - 竹達彩奈
フェアリィ・ダンス編のヒロインであり、キリトの義妹。ALOでキリトの戦いを援護し、アスナ奪還に大きく貢献した。以後もキリト一行の仲間に加わり行動をともにする。
シノン（Sinon）
声 - 沢城みゆき
ファントム・バレット編のヒロイン。自身の過去を乗り越えるべくGGOをプレイしている。第3回BoBにてキリトと共闘し、死銃事件を共に解決した。
事件後はGGOと兼ねる形でALOを始め、キリトたちと行動を共にし、交流を深めていく。
ユウキ（Yuuki）
声 - 悠木碧
マザーズ・ロザリオ編のヒロイン。ALOにおいて「絶剣（ぜっけん）」と呼ばれ圧倒的な戦闘力を誇るプレイヤー。
ギルド「スリーピング・ナイツ」のリーダー。エイズウイルスに感染しており、病院の無菌室から常に痛みを和らげるためメディキュボイドからヴァーチャル世界にログインしている。両親、姉を亡くしている。ALOでのデュエルでアスナと出会いその強さを認め、ボス攻略戦の助っ人を依頼した。
アリス（Alice）
声 - 茅野愛衣
アリシゼーション編のヒロイン。UWにおけるキリトとユージオの幼なじみ。
禁忌目録に反したため公理教会へ連行されたが、後に整合騎士屈指の実力者としてその姿を現す。
ユージオ（Eugeo）
声 - 島﨑信長
UWにおけるキリトとアリスの幼なじみ。元は漆黒の巨木ギガスシダーの刻み手であったが、キリトに剣術を教わり、アリスを救い出すために共に央都を目指す。
シリカ（Silica）
声 - 日高里菜
SAOでキリトに命を救われた「ビーストテイマー」。リズベットと出会ってからは馬が合うようであり、よく2人で行動している。
ピナ（Pina）
声 - 井澤詩織
偶然が重なり、シリカがSAOで調教に成功した使い魔。小さな水色のドラゴン型のレアモンスターで、名前の由来は、彼女が現実で飼っている同じ名前の猫から取ったもの。
リズベット（Lisbeth）
声 - 高垣彩陽
SAOでは鍛冶屋の少女で、アスナの親友。キリトとアスナの仲を温かく見守る姉貴分的存在。
クライン（Klein）
声 - 平田広明
キリトが正式サービス開始後のSAOで最初に知り合った人物。SAOではギルド「風林火山」を設立し、ギルドリーダーを務めた。
義理堅い気さくな好青年で、キリトとは腐れ縁の親友とも言うべき間柄になる。
エギル（Agil）
声 - 安元洋貴
SAO事件最初期から攻略に参加するプレイヤー。後に商人に転向する。攻略組プレイヤーにも劣らない実力者でもある。キリトの良き理解者の一人であり、後にVRMMOを再興する影の立役者となる。
現実世界ではカフェバーの店主で、SAO事件後は彼の店に仲間たちが集うようになっている。
茅場晶彦（かやば あきひこ）
声 - 山寺宏一
量子物理学者としても知られる天才的ゲームディベロッパー。ナーヴギアをはじめとするフルダイブ型VRマシンの基礎設計者にして、SAOの開発ディレクターである。
本シリーズの全編を通じた元凶にしてはじまりの男であり、SAO事件後も、作中世界のVRマシン及び仮想世界に様々な影響を与え続けている。
菊岡誠二郎（きくおか せいじろう）
声 - 森川智之
総務官僚。総務省総合通信基盤局電気通信事業部高度通信網振興課第二別室（省内名称：通信ネットワーク内仮想空間管理課、省内通称：仮想課）に所属し、仮想世界の調査及び監視の行政事務を担う。
様々な事件に巻き込まれるキリトに便宜を図る一方、彼のゲーマーとしての腕を見込んで、VRMMOゲームに関する事件の解決をたびたび依頼する。

## 作中設定
本作は、『アクセル・ワールド』と以下の共通点があるが、その関連は明らかになっていない。
- ソウル・トランスレーターはニューロリンカーと同じ技術。
- 《レクト》と《カムラ》の社名が登場している。
- 「バーチカル・スクエア」などいくつかの技名の一致。
- 《知性間戦争》という単語や心意技が両作品とも登場。
- AWにて実験機としてのSTLの存在が、SAOにてBICが開発中であることが語られている。
- キリトが皇居のソーシャルカメラの様な監視カメラを指し「 ここは外界と隔離された独自のネットワークが存在する」とアスナに語る。

### VRマシン
「完全ダイブ（フルダイブ）」を可能とするVR技術を搭載したマシン。ユーザーの脳に直接接続して仮想の五感情報を与え、仮想空間を生成する。作中に登場した主なハードは以下の通り。
ナーヴギア（NerveGear）
茅場晶彦が設計した、民生用フルダイブ型VRマシンの第1号機。
SAO事件では高出力の電磁パルスを発生させて装着者の脳を破壊し、数多くの犠牲者を出した。またALO事件では、フルダイブ技術による人格・思考・記憶操作実験に利用された。

アミュスフィア（AmuSphere）
ナーヴギアの後継機で、セキュリティシステムおよびセーフティ機構が強化されている。
SAO事件を踏まえて電磁パルスの出力は大幅に弱められ、脳の破壊は物理的に不可能となったが、同時に解像度が若干低下している。

メディキュボイド（Medicuboid）
フルダイブ型VR技術を転用した医療用のマシン。茅場が基礎設計を、神代凛子が開発を行なった。
電磁パルスを発生する信号素子の密度はナーヴギアの数倍もあり、ナーヴギアやアミュスフィアでは難しい体感覚の完璧な遮断も可能となっている。そのためターミナルケアをはじめとする多くの分野で活用が期待されている。

オーグマー（Augma）
VRマシンを基に設計された、AR対応ウェアラブル・マルチデバイス。VRマシンと同様、電磁パルスによって視覚情報を脳に入力する。
単純な情報端末として使用する分には命の危険は無いが、内部的にはナーヴギアに近いため、システムのロックを解除すればフルダイブ可能なVRマシンとして使用できるほか、外部給電によるアシストがあれば使用者の脳を破壊し得る。

ソウル・トランスレーター（Soul TransLator）

茅場が開発した、彼にとっての本命のVRマシン。茅場が自らの意識を電子化した際には、このマシンのプロトタイプを使用した。
蓄積されたデータは「メディキュボイド」の開発に活かされた。また、このマシンの改良版がプロジェクト・アリシゼーションに用いられた。

### VRMMORPG
Virtual Reality Massively Multiplayer Online Role-Playing Gameの略。フルダイブマシンによる仮想空間を舞台とした新世代のMMORPG。登場初期は人気を博したものの、SAO事件およびALO事件によってVRMMOに対する世論は極めてネガティブな方向に向かい、一時期はその将来を危ぶまれた。しかし、「ザ・シード」の普及によってその状況は覆され、VRMMOを初めとする仮想世界は発展と拡張を続けている。作中に登場した主なゲームタイトルは以下の通り。

#### ソードアート・オンライン
Sword Art Online、略称は「SAO」。完全なる仮想世界を構築するナーヴギアの性能を活かした世界初のVRMMORPG。自らの体を動かし戦うというナーヴギアのシステムを最大限体感させるべく魔法の要素を完全に排し、ソードスキルという必殺技とそれを扱うための無数のスキルや武器類が設定されている。また戦闘用以外のスキルも多数用意されている。
SAOの実態は茅場の「真の異世界の創造」という渇望を具現化するための狂気のソフトウェアであり、2022年11月6日の正式サービス開始と同時に、ログアウトできない生死を賭けたデスゲームと化した。最終的に4000人近くの死者を出す大惨事となったが、2024年11月7日、キリトの活躍によりゲームクリアを迎えた。
浮遊城アインクラッド
SAOの舞台である、無限の蒼穹に浮かぶ巨大な天空城。アインクラッドとは、An INCarnating RADius（具現化する異世界）の略である。城の名の通り先細りの構造をもつ。内部には都市や村、森や湖など様々な「フィールド」を内包する。
全100層で構成され、上下のフロアを繋ぐ階段は各層1つのみ。その全てが怪物のうろつくダンジョン「迷宮区」に存在し、その最奥には強力な「フロアボス」が立ちはだかっている。

ソードスキル
魔法が存在しないSAOに設定された最大の攻撃システムであり、予備動作をシステムが検知することで発動する必殺技。刀剣類だけでなく斧、投剣、手足（体術）といった様々な武器に対応したスキル系統が存在する。
発動時には武器が発光する「ライトエフェクト」と、攻撃軌道を補正する「システムアシスト」を伴い、通常攻撃を遙かに凌駕する破壊力と攻撃速度を得ることができる。その反面、所定の硬直時間と使用間隔が存在する。

カーディナル・システム
人間のメンテナンスを不要とするエラーチェックおよびゲームバランサー機構。システム自体も2つのメインプログラムが互いを修正し合うことで自身をメンテナンスしており、ゲームを滞りなく運営・維持している。これによりゲーム内での不具合やシステムの穴を突いた不正行為はほぼ封じられ、ゲームバランスを崩壊させる恐れのある裏技的な手法などが発見された場合も即座に修正される。

オレンジ（犯罪者）プレイヤー
盗みや傷害、あるいはプレイヤーキル（PK）といったシステム上の犯罪を行ったプレイヤーの通称。犯罪を行ったプレイヤーはカーソルが緑からオレンジに変化するのが所以。同様に犯罪者プレイヤーの集団は「オレンジギルド」と呼ばれる。
レッドプレイヤー
デスゲームであるSAOにおいて、積極的にPKを行う殺人者たちの自称、及び通称。殺人ギルド「ラフィン・コフィン」が最初に宣言した。

ビーター
ベータテスト出身のプレイヤーを貶めて言う蔑称。「ベータテスター上がりのチーター（不正行為者）」を縮めた造語で、ベータテストで培った経験と知識を独占する利己的なプレイヤーを指す。
第1層のボス攻略の際にキリトが他のベータテスターとは比較にならない量の情報を持つ悪役を演じたことがきっかけとなり、この呼び名が生まれた。

SAO生還者（サバイバー）
SAOから生還したプレイヤーたちを指すネット用語。
ゲーム開始当時高校生以下だったプレイヤー500余名は、政府の配慮により西東京市に設置された高等専修学校に通っている。

#### アルヴヘイム・オンライン
ALfheim Online、略称は「ALO」。アミュスフィア最古のVRMMO。SAOのサーバーが丸ごとコピー・流用されており、SAOゆずりの高スペックのグラフィックに加え、魔法や飛行システムの実装で爆発的人気を獲得した。プレイヤーは9つの妖精族からいずれかを選択し、高位種族への転生を目指して種族間抗争を繰り広げる。
ALOの実態は研究員の須郷伸之による非人道的人体実験の隠れ蓑であり、この事実が2025年1月にALO事件として露見すると運営中止は勿論、運営母体も大打撃を被ることとなった。しかしながら事件によってゲームを辞めたプレイヤーは少なく、ベンチャー企業の元で運営が再開されて浮遊城アインクラッドやソードスキルの実装などの大幅な仕様変更・アップデートが行われた。
世界樹
事件前のALOにおけるプレイヤーたちの最終目標地点。高位種族へ転生するためのグランドクエストの舞台となるはずであったが、実際には実験のための研究施設のみが設置されており、グランドクエストも実質攻略不可能な仕様となっていた。

#### ガンゲイル・オンライン
Gun Gale Online、略称は「GGO」。「ザ・シード」によって誕生したVRMMOFPSの1つで、アメリカに拠点を置く企業「ザスカー」が運営している。日本で稼働しているVRMMOで唯一リアルマネートレーディングが可能であることが大きな特徴である。最終戦争後の荒れ果てた遠い未来の地球が舞台であり、銃火器による銃撃戦がメインとなっている。ナイフや「光剣（フォトン・ソード）」などの近接戦闘用の武器も一応は存在している。
スピンオフ作品『ソードアート・オンライン オルタナティブ ガンゲイル・オンライン』の舞台である。
着弾予測円（バレット・サークル）
攻撃的システムアシスト。銃撃者の視界に緑色の円として表示され、発射された弾丸は円の内側のどこかにランダムで着弾する。主に銃撃者の脈拍によって円のサイズが変動する。
銃撃戦にゲーム的な面白さを盛り込むためのシステムである。

弾道予測線（バレット・ライン）
防御的システムアシスト。被銃撃者の視界に赤い輝線として自身を狙う銃の弾道が表示され、これを避けることで現実よりはるかに容易に銃撃を回避することが可能となる。
着弾予測円同様、銃撃戦にゲーム的な面白さを盛り込むためのシステムである。

バレット・オブ・バレッツ（Bullet of Bullets）
略称は「BoB」。GGOにおける最強ガンナー決定戦。
まずブロック毎に別れて1対1の対人トーナメント型の予選を行い、各ブロックの上位2名が総当たりで挑むサバイバル型の本戦に出場する。
作品開始時点で既に2回行われており、本編では2025年12月に開催される第3回大会の模様が描かれている。

#### アスカ・エンパイア
SAO事件発生後にサービスが開始された和風VRMMORPG。日本国内ではALOに次ぐ規模を持ち、また大きな不祥事がないことから信頼性が評価されている。
短編『Sister's Prayer』、スピンオフ作品『クローバーズ・リグレット』の舞台である。

### ザ・シード
コンパクトなサイズのVRMMORPG作成・制御用のフリーソフト。茅場晶彦がキリトに託した「世界の種子」。誰でもVRMMOの運営が可能となるこのソフトの拡散によって仮想世界は爆発的な拡張を続け、様々なVRワールドを生み出し続けている。
その一方でザ・シードの拡散はテロリストや新興宗教によるVR技術の利用を容易とし、反社会的組織の資金源・人材供給源になり得る負の側面も見せている。肉体を介さない売春や電脳麻薬といった新機軸の犯罪をも生み出し、現行の法整備では警察の捜査すら難しい状況にある。
コンバートシステム
あるVRMMOで育てたキャラクターを別のVRMMOへと移すことができる機能。「ザ・シード」によって開発されたタイトルならば例外なくコンバートが可能である。
実施に際しては所持金やアイテムなどの持ち出しはできず、ステータスなどは元々のキャラクターの傾向に応じて自動的に調整される。

### オーディナル・スケール
Ordinal Scale、略称は「OS」。オーグマー対応のARゲーム。プレイヤーは現実世界の各所に出現するアイテムを集め、モンスター戦や対人戦でランクの上昇を目指す。レベルやスキルではなく、プレイヤーランキングが高いほど戦闘能力が上昇するが、プレイヤーの現実の運動能力に応じてランキングの差を埋めることができる。表示されるのはランキングのみであり、具体的な数値パラメータは表示されない。戦闘では近接・遠隔・支援の3タイプの武器の中から1つを選び、生身の肉体を動かして視界に表示されるエネミーと戦う。

### プロジェクト・アリシゼーション
高度なボトムアップ型のAIを作り出し、それを無人兵器に軍事転用することを最終目的とした、自衛隊主導の極秘計画。表向きはベンチャー企業「ラース」として偽装されている。
フラクトライト（Fluct Light）
Fluctuating Light（揺れ動く光）の略。量子脳理論に基づいて提唱され、「ラース」が観測に成功した。
人間の脳神経細胞内のマイクロチューブル内に存在する光量子であり、人間の魂とされる光の集合体。

ソウル・トランスレーター（Soul TransLator）

略称は「STL」。「ラース」によって開発された実験用フルダイブ機。開発主任は比嘉タケル。既存のVRマシンとは異なり、フラクトライトに直接量子的なアクセスを行う。人の魂を読み書きすることができる。

ライトキューブ・クラスター
ソウル・トランスレーターが接続する中央演算装置。人工フラクトライトの魂が保存されているライトキューブが格納されている。ライトキューブクラスター内には約20万個のライトキューブが格納されていて、このライトキューブの個数がアンダーワールドの人口の上限。

ライトキューブ
正式名称は「光量子ゲート結晶体」。一辺5cmのプラセオジミウム結晶構造体の中に百億キュービットのデータを保存できる、人の魂を保存するためのメディア。

メインビジュアライザー
ライトキューブクラスターの中心部にある一辺3mのデータストレージ。アンダーワールドを構成する地形や建物、道具などのオブジェクトが保存される。しかし、意思や思念を物体に焼き付けることで疑似的なフラクトライトとして機能する。これにより、物体を意思の力だけで制御できる。

イチエモン、ニエモン
限界突破した人工フラクトライトが現実世界で活動するための身体として開発された人型ロボットの試作機。正式名称は「エレクトロアクティブ・マッスルド・オペレーティブ・マシーン」。イチエモンはデータ収集用の試作一号機、ニエモンはAI搭載用で試作二号機にあたる。

オーシャン・タートル（Ocean Turtle）
「ラース」の本拠地が存在する自走式メガフロート。タートルの名に相応しく、見た目も亀のような形をしている。表向きは大型海洋研究母船を装っている。巨大なピラミッド型をしており、動力源は加圧水型原子炉を使用している。

アリス（A.L.I.C.E.）
Artificial Labile Intelligent Cybernated Existence（人工高適応型知的自立存在）の略称。「ラース」が目指す高度なボトムアップ型AIのコードネームである。

最終負荷実験
UW内で人界と暗黒界を隔てている「東の大門」を撤廃し、両世界による最終戦争を引き起こすことでAIたちのブレイクスルーを促す、プロジェクト・アリシゼーションの最終段階。

#### アンダーワールド
Under World、略称は「UW」。「ラース」によって作られた人工フラクトライトたちによる仮想世界。制作には「ザ・シード」が使用されているため、カーディナルシステムやコンバートシステムなども実装されている。「人界」と「暗黒界」という2つの世界が存在する大陸を舞台とし、世界全図はラースのロゴマークと同じ形をしている。また、常時時間加速がなされていて、現実の人間がダイブしている際の上限が1200倍、現実からの観察可能な上限は5000倍、ハード的な限界は約500万倍である。共通語としては日本語が使われている一方、魔法に類似した超常現象である「神聖術」の行使などには「神聖語」として英語が用いられる。人界・暗黒界の外には「外大陸」が存在する。アンダーワールドではソードスキルは「秘奥義」と呼ばれている。
右目の封印
UW内で暮らす人間や亜人が、禁忌目録や上位者の命令と言った法規を逸脱しようとした際に発動する封印。右目に「SYSTEM ALERT」の文字が現れ、思考すら困難になるほどの激痛が走る。なおも思考を止めなかった場合、右目が内側から吹き飛ぶ。その実態は、内通者によって秘密裏に仕組まれた「コード871」である。

神器
何らかの高リソースオブジェクトを由来に持つ武器。発生から長い月日を経ており、記憶という名の莫大なリソースをその身に宿している。
武装完全支配術・記憶解放術
神器の元になった存在（前世）の力を解放・再現する超高等神聖術で、「強化」と「解放」の2つの段階がある。一度使うだけで武器の天命をかなり損耗する。その威力は各流派の秘奥義（ソードスキル）や通常の神聖術を遙かに上回る。術式の結句は武装完全支配術が「エンハンス・アーマメント」、記憶開放術が「リリース・リコレクション」。

心意
自負・自信等のイメージ力によって、ソードスキル・神聖術・武装完全支配術等を強化する力。イメージ力が強いほどパラメーター等に強く影響を与える。アンダーワールドの術式はあくまで心意を導き整えるための道具に過ぎず、イメージさえすることができれば無詠唱で神聖術を行使できる。「心意の腕」や「心意の太刀」、「空の心意」など名前のついているものもある。また、強い心意力があれば、世の理を上書きすることができる。

人界（ヒューマン・エンパイア）
UW西側に存在する人間たちの世界で、肥沃な土地が多い。領土を四分割して統治する「四帝国」と、宗教の「世界中央公理教会」が幅を利かせており、東には暗黒界からの侵攻を防ぐ「東の大門」が置かれている。キリトが初めてダイブをした時点で既に誕生から450年以上が経過していた。
世界中央公理教会
通称「公理教会」。人界の絶対統治機関であり、四帝国以上の権勢を誇る。最高司祭アドミニストレータ（クィネラ）が自分の支配欲を満足させるために作った。央都セントリアの中心に存在する白亜の塔「セントラル・カセドラル」に拠点を置く。
禁忌目録
公理教会が作り出した人界の絶対の法。第一項に教会への忠誠、第二項に殺人の禁止を記している。アドミニストレータ（クィネラ）が自身の治世を脅かす存在の発生を防ぐために生み出した。
整合騎士（インテグレーター）
公理教会に所属する武官であり、人界最高位の秩序執行者。闇の軍勢から人界を守る守護者とされる。いずれも神器級の武器で武装し、さらに「武装完全支配術」という超高等神聖術を習得している。
整合騎士たちは「シンセサイズの秘儀」と呼ばれる処理によって自身にとって一番大切な人の記憶を奪われており、代わりに思考制御装置である「敬神モジュール」なるプリズム状の物体を埋め込まれている。彼らの元となった存在は四帝国統一大会に優勝した貴族の子弟と、禁忌目録に違反して連行された罪人たちである。

人界統一会議
UW大戦の後、キリトが立ち上げた公理教会に変わる統治機関。UWの住民には、アドミニストレータが何百年かに一度の睡眠に入ったために設立されたと思われている。公理教会とは違いダークテリトリーとも盛んに交流を行う。200年後(約100年経過時点)は星界統一会議へと名を変えた。

暗黒界（ダークテリトリー）
暗黒界人（人間）と他の亜人種が住む世界で、不毛な土地が大部分を占める。首都はオブシディア。また、人界とは長大な「果ての山脈」で隔たれている。人界人からは「闇の国」と認識されており、2つの世界は対立関係にあるものの、整合騎士の存在により両世界の住民の邂逅は滅多に起きずにいる。
異界戦争後は代表剣士キリトと拳闘士ギルド第10代チャンピオンの間での会議により交流が盛んになっている。
亜人種のフラクトライトも元は人間の物であり、本質的には人界人と全く同じ存在である。

カルディナ、アドミナ
200年後においてはUWがある惑星「カルディナ」と、その伴星「アドミナ」の二つの惑星が星王に統治されている。アドミナの首都はオーリで、昔は月（ルナリア）と呼ばれており、直径はカルディナの半分程度。星王が姿を消した後は星界統一会議がその任を担い、双方の惑星は定期航路で結ばれていたが、惑星間の周囲を飛ぶ宇宙獣アビッサル・ホラーが脅威となり、討伐されるまで1週間に1度しか機竜が飛べなかった。整合機士団長のエオラインによれば、現在アドミナ側が何らかの反乱を企んでいる節があると言う。

### ユナイタル・リング
2026年9月27日、突如として「ザ・シード」規格の各VRMMOから無数のプレイヤーが強制コンバートさせられた謎のオープンワールド・サバイバルゲーム。中央円の半径は700kmほどだが、外周の大きさは未だ判明していない。
「極光の指し示す地へと至った最初の者に、全てを与える」とのアナウンスと共に、正式なゲームが開始された。そしてそれ以降にゲーム中で死亡した者は所持アイテムのドロップと共にユナイタル・リングの世界から永久に追放され、二度とログインすることはできなくなった。
ラスナリオ
ユナイタル・リングにてキリト達が攻略のために設営した拠点。ログハウスを中心に直径60mほどの円形をしている。当初は「キリトタウン」とも呼ばれていたが、後にケルト神話で王城を意味する「ラスナリオ」と名付けられた。現在はALO組の人間が大規模な移住などを行なっており、人口が急増している。

## 制作背景
本作は当初、第9回電撃ゲーム小説大賞（2002年）応募用に執筆された作品であった。しかし、初稿が応募規定枚数を大幅に超過し、改削も不可能な状態だったため応募は見送られ、「九里史生」名義で川原のウェブサイトにオンライン小説として掲載された。本編の連載は2002年11月から2008年7月まで続いた。
そんな中、連載の気分転換に川原が書いた『アクセル・ワールド』が第15回電撃小説大賞（2008年）の大賞を受賞し、その際に本作を読んだ担当編集者の提案で電撃文庫から商業作品として刊行される運びとなった。なおウェブサイトの連載は、商業化にあたり全て取り下げられている。
タイトルの「ソードアート・オンライン」は作中に登場するオンラインゲームの名称であり、作品自体にもゲームと同じくSAOという略称が使われる。また作者によると、製作には自身もプレイした『ウルティマオンライン』や『ラグナロクオンライン』の影響があるという。
アーネスト・クラインとの対談では2人とも、押井守の『アヴァロン』にインスピレーションを受けたと挙げている。特に川原は、「僕は『アヴァロン』に影響を受けて『ソードアート・オンライン』の銃で戦うチャプターを書いた。」と話している。

## 社会的評価
原作小説の累計発行部数は2017年4月25日の第1巻増刷発行分で国内1300万部を突破し、第1巻は電撃文庫で史上初の国内単巻発行100万部を達成している。国外では、2018年11月時点で世界13か国以上において翻訳版が展開され、2022年6月時点で全世界累計発行部数は3000万部を突破している。
『このライトノベルがすごい！』作品部門（2017年度より文庫部門）では2011年度から9年連続でトップ10入りを果たしている。2012年版および2013年版では2年連続1位を獲得したことで史上初となる作品部門2連覇を達成した。また、2020年版で発表された「2010年代総合ランキング」でも1位となり殿堂入りすることとなった。『このWeb小説がすごい！』全Web小説ベストランキングでは3位を獲得している。
『第12回オリコン上半期“本”ランキング 2019』ジャンル別「文庫」では、第21巻がライトノベル作品で初めて同部門の1位を獲得した。さらに「ライトノベル（BOOK・文庫）」部門では、2015年から5年連続、通算6度目の同部門1位を記録した。

## 書籍
特記以外は全てKADOKAWA（アスキー・メディアワークスブランド）より発行。

### 原作小説
『ソードアート・オンライン』
電撃文庫より刊行。略称は「SAO」。Web連載を元にした部分は第20巻までで、アリシゼーション編の後を描く第21巻以降は書籍版書き下ろしとなる。2019年、第1巻初版発行より10周年を記念した期間限定カバーによる装丁が第1巻 - 第8巻においてなされた。

『ソードアート・オンライン プログレッシブ』(Sword Art Online Progressive)
電撃文庫より刊行。略称は「SAOP」。アインクラッド攻略に焦点を当て、第1層から順に描いていく新シリーズである。

#### 既刊一覧（原作小説）
| 巻数 | タイトル                                                          | 初版発行日（発売日）            | ISBN              | 収録内容            |
| ---- | ----------------------------------------------------------------- | ------------------------------- | ----------------- | ------------------- |
| 1    | ソードアート・オンライン1 アインクラッド                          | 2009年4月10日（同日）           | 978-4-04-867760-8 | 第1部               |
| 2    | ソードアート・オンライン2 アインクラッド                          | 2009年8月10日（同日）           | 978-4-04-867935-0 | 第1部外伝           |
| 3    | ソードアート・オンライン3 フェアリィ・ダンス                      | 2009年12月10日（同日）          | 978-4-04-868193-3 | 第2部               |
| 4    | ソードアート・オンライン4 フェアリィ・ダンス                      | 2010年4月10日（同日）           | 978-4-04-868452-1 | 第2部               |
| 5    | ソードアート・オンライン5 ファントム・バレット                    | 2010年8月10日（同日）           | 978-4-04-868763-8 | 第3部               |
| 6    | ソードアート・オンライン6 ファントム・バレット                    | 2010年12月10日（同日）          | 978-4-04-870132-7 | 第3部               |
| 7    | ソードアート・オンライン7 マザーズ・ロザリオ                      | 2011年4月10日（同日）           | 978-4-04-870431-1 | 外伝                |
| 8    | ソードアート・オンライン8 アーリー・アンド・レイト                | 2011年8月10日（同日）           | 978-4-04-870733-6 | 外伝                |
| 9    | ソードアート・オンライン9 アリシゼーション・ビギニング            | 2012年2月10日（同日）           | 978-4-04-886271-4 | 第4部（人界編）     |
| 10   | ソードアート・オンライン10 アリシゼーション・ランニング           | 2012年7月10日（同日）           | 978-4-04-886697-2 | 第4部（人界編）     |
| 11   | ソードアート・オンライン11 アリシゼーション・ターニング           | 2012年12月10日（同日）          | 978-4-04-891157-3 | 第4部（人界編）     |
| 12   | ソードアート・オンライン12 アリシゼーション・ライジング           | 2013年4月10日（同日）           | 978-4-04-891529-8 | 第4部（人界編）     |
| 13   | ソードアート・オンライン13 アリシゼーション・ディバイディング     | 2013年8月10日（同日）           | 978-4-04-891757-5 | 第4部（人界編）     |
| 14   | ソードアート・オンライン14 アリシゼーション・ユナイティング       | 2014年4月10日（同日）           | 978-4-04-866505-6 | 第4部（人界編）     |
| 15   | ソードアート・オンライン15 アリシゼーション・インベーディング     | 2014年8月9日（同日）            | 978-4-04-866775-3 | 第4部新章（大戦編） |
| 16   | ソードアート・オンライン16 アリシゼーション・エクスプローディング | 2015年8月8日（同日）            | 978-4-04-865307-7 | 第4部新章（大戦編） |
| 17   | ソードアート・オンライン17 アリシゼーション・アウェイクニング     | 2016年4月9日（同日）            | 978-4-04-865883-6 | 第4部新章（大戦編） |
| 18   | ソードアート・オンライン18 アリシゼーション・ラスティング         | 2016年8月10日（同日）           | 978-4-04-892250-0 | 第4部新章（大戦編） |
| 19   | ソードアート・オンライン19 ムーン・クレイドル                     | 2017年2月10日（同日）           | 978-4-04-892668-3 | 第4部外伝           |
| 20   | ソードアート・オンライン20 ムーン・クレイドル                     | 2017年9月8日（同日）            | 978-4-04-893283-7 | 第4部外伝           |
| 21   | ソードアート・オンライン21 ユナイタル・リングI                    | 2018年12月7日（同日）           | 978-4-04-912211-4 | 第5部               |
| 22   | ソードアート・オンライン22 キス・アンド・フライ                   | 2019年10月10日（同日）          | 978-4-04-912675-4 | 短編集              |
| 23   | ソードアート・オンライン23 ユナイタル・リングII                   | 2019年12月10日（同日）          | 978-4-04-912891-8 | 第5部               |
| 24   | ソードアート・オンライン24 ユナイタル・リングIII                  | 2020年5月9日（同日）            | 978-4-04-913155-0 | 第5部               |
| 25   | ソードアート・オンライン25 ユナイタル・リングIV                   | 2020年12月10日（同日）          | 978-4-04-913531-2 | 第5部               |
| 26   | ソードアート・オンライン26 ユナイタル・リングV                    | 2021年10月10日（2021年10月8日） | 978-4-04-914035-4 | 第5部               |
| 27   | ソードアート・オンライン27 ユナイタル・リングVI                   | （2022年10月7日）               | 978-4-04-914622-6 | 第5部               |
| 28   | ソードアート・オンライン28 ユナイタル・リングVII                  | （2024年6月7日）                | 978-4-04-915556-3 | 第5部               |

| 巻数 | 初版発行日（発売日）   | ISBN              | 収録内容      |
| ---- | ---------------------- | ----------------- | ------------- |
| 1    | 2012年10月10日（同日） | 978-4-04-886977-5 | 第1層 / 第2層 |
| 2    | 2013年12月10日（同日） | 978-4-04-866163-8 | 第3層         |
| 3    | 2014年12月10日（同日） | 978-4-04-869096-6 | 第4層         |
| 4    | 2015年12月10日（同日） | 978-4-04-865566-8 | 第5層         |
| 5    | 2018年2月10日（同日）  | 978-4-04-893613-2 | 第6層         |
| 6    | 2018年5月10日（同日）  | 978-4-04-893797-9 | 第6層         |
| 7    | 2021年3月10日（同日）  | 978-4-04-913677-7 | 第7層         |
| 8    | 2021年6月10日（同日）  | 978-4-04-913830-6 | 第7層         |
| 9    | （2025年3月7日）       | 978-4-04-916182-3 |               |

### 短編小説
BD / DVDの特典や劇場アニメの来場者プレゼントとしてアニプレックスより発行されている。
| タイトル                                           | 発行日     | 初出                                                                                    | 備考         |
| -------------------------------------------------- | ---------- | --------------------------------------------------------------------------------------- | ------------ |
| ソードアート・オンライン ザ・デイ・ビフォア        | 2012年10月 | BD / DVD ソードアート・オンライン 1 限定版 特典                                         | 第22巻に収録 |
| ソードアート・オンライン ザ・デイ・アフター        | 2013年6月  | BD / DVD ソードアート・オンライン 9 限定版 特典                                         | 第22巻に収録 |
| ソードアート・オンライン 虹の橋                    | 2014年4月  | BD / DVD ソードアート・オンライン Extra Edition 限定版 特典                             | 第22巻に収録 |
| ソードアート・オンライン シュガーリィ・デイズ      | 2015年2月  | BD / DVD ソードアート・オンラインII 5 限定版 特典                                       | 原作未収録   |
| ソードアート・オンライン Sisters' Prayer           | 2015年6月  | BD / DVD ソードアート・オンラインII 9 限定版 特典                                       | 第22巻に収録 |
| ソードアート・オンライン ホープフル・チャント      | 2017年3月  | 劇場版 ソードアート・オンライン -オーディナル・スケール- 第3週来場者プレゼント          | 原作未収録   |
| ソードアート・オンライン コーディアル・コード      | 2017年9月  | BD / DVD 劇場版 ソードアート・オンライン -オーディナル・スケール- 限定版 特典           | 原作未収録   |
| ソードアート・オンライン ディスタント・ジャーニー  | 2019年1月  | BD / DVD ソードアート・オンライン アリシゼーション 1 限定版 特典                        | 原作未収録   |
| ソードアート・オンライン If You Were Here          | 2019年8月  | BD / DVD ソードアート・オンライン アリシゼーション 8 限定版 特典                        | 原作未収録   |
| ソードアート・オンライン プログレッシブ その次の日 | 2021年11月 | 劇場版 ソードアート・オンライン -プログレッシブ- 星なき夜のアリア 第3週目来場者特典     | 原作未収録   |
| ソードアート・オンライン メモラブル・ソング        | 2022年7月  | BD / DVD 劇場版 ソードアート・オンライン -プログレッシブ- 星なき夜のアリア 限定版 特典  | 原作未収録   |
| ソードアート・オンライン プログレッシブ 七日目     | 2022年11月 | 劇場版 ソードアート・オンライン -プログレッシブ- 冥き夕闇のスケルツォ 第3週目来場者特典 | 原作未収録   |

### スピンオフ小説
『ソードアート・オンライン オルタナティブ ガンゲイル・オンライン』
著：時雨沢恵一、イラスト：黒星紅白、原案・監修：川原礫。電撃文庫より2014年12月10日 - 発売。

『ソードアート・オンライン オルタナティブ クローバーズ・リグレット』
著：渡瀬草一郎、イラスト：ぎん太 、原案・監修：川原礫。電撃文庫より2016年11月10日 - 2018年8月10日発売。全3巻。

『ソードアート・オンライン IF 公式小説アンソロジー』
原作・監修：川原礫。電撃文庫より2023年11月10日発売。ISBN 978-4-04-915348-4
「もしも」のストーリーを描いた小説アンソロジー。時雨沢恵一、渡瀬草一郎によるそれぞれのスピンオフの関連作品や佐島勤による『魔法科高校の劣等生』とのコラボレーション作品も収録されている。
収録内容
- 時雨沢恵一「SAO 〜ifピトフーイが、SAO事件に巻き込まれていたら〜」 - イラスト：黒星紅白
- 香坂マト「もしキリトとアスナがゾンビゲームで遊んだら」 - イラスト：あるみっく
- 佐島勤「ドリームゲーム――くろすおーばー――」 - イラスト：石田可奈
- 周藤蓮「デスゲーム脱落編」 - イラスト：星河シワス
- 渡瀬草一郎「名探偵コヨミ／まだらのねこ」 - イラスト：ぎん太
- 高野小鹿「at the Children's Steps」 - イラスト：rin
- 牧野圭祐「この呪いをどう解いたらいいの ―シリカと幽霊少女（ゴーストガール）―」 - イラスト：かれい
- Y.A「もしアスナがレストランを開いた場合の、キリトの立ち位置的なお話」 - イラスト：長浜めぐみ
- 川原礫「ソードアート・オンライン If You Can Smile」 - イラスト：abec

『ソードアート・オンライン オルタナティブ グルメ・シーカーズ』
アインクラッドで料理を探求しているパーティーを描いたスピンオフ。
著：Y.A、イラスト：長浜めぐみ、原案・監修：川原礫。電撃の新文芸より2023年11月17日 - 発売。
1. 2023年11月17日発売。ISBN 978-4-04-915210-4
2. 2024年10月17日発売。ISBN 978-4-04-915828-1

『ソードアート・オンライン オルタナティブ ミステリ・ラビリンス 迷宮館の殺人』
アインクラッドで起きたという、手記に書かれた連続殺人事件の謎を解く本格ミステリ。
著：紺野天龍、イラスト：遠田志帆、原案・監修：川原礫。電撃文庫より2023年12月8日発売。ISBN 978-4-04-915278-4

### 同人誌
川原が「九里史生」名義で運営する同人サークル「WordGear」より、『ソードアート・オンライン マテリアル・エディション』（公式略称：「SAO:ME」）のタイトルで発行されている。一部は加筆修正の上、原作小説や短編小説等に収録されている。
『ソードアート・オンライン マテリアル・エディション：リミックス』
初版発行日 2019年9月6日
同人誌からエピソード10編（内2編は漫画）と設定資料集を抜粋し、一部を加筆修正の上収録したもの。漫画形式のエピソードについては、川原によるオリジナル版と山田孝太郎によるリファイン版が収録されている。
収録内容
- 小説『コールドハンド・ウォームハート』
- 漫画『攻略者たち』
- 小説『水音、槌音』
- 小説『うわさの副団長さま』
- 小説『アルゲードの決斗』
- 小説『十四回目の秋』
- 小説『サルビアとMTB』
- 小説『冬の陽だまり』
- 漫画『セラミックハート』
- 小説『モノクロマティック・カラーズ』
- 設定資料『アーリーキャラクターズ』

### 漫画

#### 本編
『ソードアート・オンライン アインクラッド』
作画は中村貯子、電撃コミックスより刊行。全2巻
『電撃文庫MAGAZINE』2010年9月号から2012年5月号まで連載された。アインクラッド編のコミカライズ。

『ソードアート・オンライン フェアリィ・ダンス』
作画は葉月翼、電撃コミックスより刊行。全3巻。
『電撃文庫MAGAZINE』2012年5月号から2014年5月号まで連載された。フェアリィ・ダンス編のコミカライズ。

『ソードアート・オンライン ファントム・バレット』
作画は山田孝太郎、電撃コミックスNEXTより刊行。
『電撃文庫MAGAZINE』2014年5月号から連載され、その後、『WEBデンプレコミック』にて連載された。ファントム・バレット編のコミカライズ。

『ソードアート・オンライン マザーズ・ロザリオ』
作画は葉月翼、電撃コミックスNEXTより刊行。全3巻。
『電撃文庫MAGAZINE』2014年7月号から2016年5月号まで連載された。マザーズ・ロザリオ編のコミカライズ。

『ソードアート・オンライン キャリバー』
作画は木谷椎、電撃コミックスNEXTより刊行。全1巻。
『電撃G'sコミック』2014年9月号から2015年8月号まで連載された。キャリバー編のコミカライズ。

『ソードアート・オンライン プロジェクト・アリシゼーション』
作画は山田孝太郎、電撃コミックスNEXTより刊行。
『電撃文庫MAGAZINE』2016年9月号から連載され、その後、『WEBデンプレコミック』にて連載された。アリシゼーション編のコミカライズ。

『ソードアート・オンライン キス・アンド・フライ』
作画はべっこうリコ。『ソードアート・オンライン22 キス・アンド・フライ』に収録された短編のコミカライズ。
『ソードアート・オンライン マガジン』Vol.9に『ザ・デイ・ビフォア』を掲載。単行本化に伴い、『ザ・デイ・アフター』『虹の橋』を書き下ろし収録。
『月刊コミック電撃大王』にて、2022年6月号から2023年6月号まで『Sisters' Prayer』を連載。全11話。

『ソードアート・オンライン Re:Aincrad』
構成は佐藤ミト、作画は樹深。
『月刊コミック電撃大王』にて、2021年12月号から連載。アインクラッド編を再構築したコミカライズ作品。

『ソードアート・オンライン ユナイタル・リング』
作画はカネツキマサト、キャラクター原案はabec。
『月刊少年エース』にて、2023年6月号から連載。「ユナイタル・リング編」のコミカライズ。

#### プログレッシブ
『ソードアート・オンライン プログレッシブ』
作画は比村奇石、電撃コミックスNEXTより刊行。
『電撃G's magazine』2013年8月号から連載され、その後、『電撃G'sコミック』2018年4月号まで連載された。『プログレッシブ』第1・2巻（アインクラッド第1 - 3層）のコミカライズ。小説版と異なりアスナの視点で描かれる。

『ソードアート・オンライン プログレッシブ 泡影のバルカローレ』
作画は三吉汐美、電撃コミックスNEXTより刊行。全2巻。
『電撃G'sコミック』2018年6月号から連載され、その後、WEB上の同誌にて連載された。『プログレッシブ』第3巻（アインクラッド第4層）のコミカライズ。

『ソードアート・オンライン プログレッシブ 冥き夕闇のスケルツォ』
作画はぷよちゃ。
WEB上の『電撃G'sコミック』にて2020年から連載された。『プログレッシブ』第4巻（アインクラッド第5層）のコミカライズ。

『ソードアート・オンライン プログレッシブ 黄金律のカノン』
作画は霧月。
WEB上の『電撃G'sコミック』にて2021年から連載中。『プログレッシブ』第5 - 6巻（アインクラッド第6層）のコミカライズ。

#### その他
『そーどあーと☆おんらいん。』
作画は南十字星、電撃コミックスEXより刊行。全3巻。
『電撃文庫MAGAZINE』2010年9月号から2016年9月号まで連載された。アインクラッド編からマザーズ・ロザリオ編までの4コマギャグ漫画。

『ソードアート・オンライン ガールズ・オプス』
作画は猫猫猫、電撃コミックスNEXTより刊行。
『電撃文庫MAGAZINE』2013年7月号から連載され、その後、『WEBデンプレコミック』にて連載された。リーファ、シリカ、リズベットの3人をメインに、ALOを舞台とした新規ストーリー。

『劇場版 ソードアート・オンライン -オーディナル・スケール-』
作画はIsII、電撃コミックスNEXTより刊行。全6巻。
第8話までは単行本描き下ろし作品だったが、第9話からは『WEBデンプレコミック』にて連載。劇場アニメのコミカライズ。

#### アンソロジー
『4コマ公式アンソロジー ソードアート・オンライン』
電撃コミックスEXより刊行。

『ソードアート・オンライン コミックアンソロジー』
電撃コミックスEXより刊行。

『ソードアート・オンライン 電撃コミックアンソロジー』
電撃コミックスNEXTより刊行。

『ソードアート・オンライン 公式コミックアンソロジー』
電撃コミックスNEXTより刊行。

#### 既刊一覧（漫画）
本編
| 巻数 | 初版発行日（発売日）  | ISBN              |
| ---- | --------------------- | ----------------- |
| 1    | 2012年9月27日（同日） | 978-4-04-886906-5 |
| 2    | 2012年9月27日（同日） | 978-4-04-886907-2 |

| 巻数 | 初版発行日（発売日）   | ISBN              |
| ---- | ---------------------- | ----------------- |
| 1    | 2012年10月27日（同日） | 978-4-04-886976-8 |
| 2    | 2013年8月27日（同日）  | 978-4-04-891911-1 |
| 3    | 2014年6月27日（同日）  | 978-4-04-866685-5 |

| 巻数 | 初版発行日（発売日）  | ISBN              |
| ---- | --------------------- | ----------------- |
| 1    | 2014年9月10日（同日） | 978-4-04-866926-9 |
| 2    | 2015年9月10日（同日） | 978-4-04-865315-2 |
| 3    | 2016年9月10日（同日） | 978-4-04-892435-1 |
| 4    | 2022年2月26日（同日） | 978-4-04-914247-1 |

| 巻数 | 初版発行日（発売日）   | ISBN              |
| ---- | ---------------------- | ----------------- |
| 1    | 2014年12月10日（同日） | 978-4-04-869156-7 |
| 2    | 2015年8月10日（同日）  | 978-4-04-865316-9 |
| 3    | 2016年6月10日（同日）  | 978-4-04-892109-1 |

| 巻数 | 初版発行日（発売日）  | ISBN              |
| ---- | --------------------- | ----------------- |
| 1    | 2015年8月10日（同日） | 978-4-04-865303-9 |

| 巻数 | 初版発行日（発売日）   | ISBN              |
| ---- | ---------------------- | ----------------- |
| 1    | 2017年10月7日（同日）  | 978-4-04-893481-7 |
| 2    | 2018年10月10日（同日） | 978-4-04-912095-0 |
| 3    | 2019年8月10日（同日）  | 978-4-04-912788-1 |
| 4    | 2020年8月26日（同日）  | 978-4-04-913388-2 |
| 5    | 2021年8月27日（同日）  | 978-4-04-913914-3 |

| 巻数 | 初版発行日（発売日）   | ISBN              |
| ---- | ---------------------- | ----------------- |
| 1    | 2020年3月10日（同日）  | 978-4-04-913106-2 |
| 2    | 2022年11月10日（同日） | 978-4-04-914717-9 |
| 3    | 2023年7月10日（同日）  | 978-4-04-9151787  |

| 巻数 | 初版発行日（発売日）  | ISBN              |
| ---- | --------------------- | ----------------- |
| 1    | 2022年4月27日（同日） | 978-4-04-914388-1 |
| 2    | 2023年3月10日（同日） | 978-4-04-914913-5 |
| 3    | 2024年1月9日（同日）  | 978-4-04-915455-9 |
| 4    | 2024年11月9日（同日） | 978-4-04-916087-1 |
| 5    | （2025年7月10日）     | 978-4-04-916482-4 |

| 巻数 | 初版発行日（発売日）   | ISBN              |
| ---- | ---------------------- | ----------------- |
| 1    | 2023年11月25日（同日） | 978-4-04-114248-6 |
| 2    | 2024年5月24日（同日）  | 978-4-04-114891-4 |
| 3    | （2025年4月25日）      | 978-4-04-115958-3 |

プログレッシブ
| 巻数 | タイトル                                                                         | 初版発行日（発売日）   | ISBN              |
| ---- | -------------------------------------------------------------------------------- | ---------------------- | ----------------- |
| 1    | ソードアート・オンライン プログレッシブ 1                                        | 2014年2月27日（同日）  | 978-4-04-866011-2 |
| 1    | ソードアート・オンライン プログレッシブ 1（にいてんごアスナ水着ver. つき特装版） | 2014年2月8日発売       | 978-4-04-866061-7 |
| 2    | ソードアート・オンライン プログレッシブ 2                                        | 2014年7月10日（同日）  | 978-4-04-866705-0 |
| 3    | ソードアート・オンライン プログレッシブ 3                                        | 2014年12月10日（同日） | 978-4-04-869085-0 |
| 4    | ソードアート・オンライン プログレッシブ 4                                        | 2015年8月10日（同日）  | 978-4-04-865304-6 |
| 5    | ソードアート・オンライン プログレッシブ 5                                        | 2016年7月9日（同日）   | 978-4-04-892222-7 |
| 6    | ソードアート・オンライン プログレッシブ 6                                        | 2017年6月9日（同日）   | 978-4-04-892922-6 |
| 7    | ソードアート・オンライン プログレッシブ 7                                        | 2018年5月10日（同日）  | 978-4-04-893852-5 |

| 巻数 | 初版発行日（発売日）   | ISBN              |
| ---- | ---------------------- | ----------------- |
| 1    | 2018年12月10日（同日） | 978-4-04-912230-5 |
| 2    | 2020年1月10日（同日）  | 978-4-04-912988-5 |

| 巻数 | 初版発行日（発売日）   | ISBN              |
| ---- | ---------------------- | ----------------- |
| 1    | 2020年10月26日（同日） | 978-4-04-913501-5 |
| 2    | 2021年6月25日（同日）  | 978-4-04-913842-9 |
| 3    | 2022年1月27日（同日）  | 978-4-04-914240-2 |

| 巻数 | 初版発行日（発売日）   | ISBN              |
| ---- | ---------------------- | ----------------- |
| 1    | 2021年11月27日（同日） | 978-4-04-914018-7 |
| 2    | 2022年8月26日（同日）  | 978-4-04-914549-6 |

その他
| 巻数 | 初版発行日（発売日）  | ISBN              |
| ---- | --------------------- | ----------------- |
| 1    | 2012年9月27日（同日） | 978-4-04-886905-8 |
| 2    | 2014年8月27日（同日） | 978-4-04-866925-2 |
| 3    | 2016年9月27日（同日） | 978-4-04-892397-2 |

| 巻数 | 初版発行日（発売日）  | ISBN              |
| ---- | --------------------- | ----------------- |
| 1    | 2014年7月10日（同日） | 978-4-04-866686-2 |
| 2    | 2015年4月10日（同日） | 978-4-04-865089-2 |
| 3    | 2016年5月10日（同日） | 978-4-04-892104-6 |
| 4    | 2017年2月10日（同日） | 978-4-04-892688-1 |
| 5    | 2018年2月9日（同日）  | 978-4-04-893650-7 |
| 6    | 2019年2月9日（同日）  | 978-4-04-912387-6 |
| 7    | 2020年8月26日（同日） | 978-4-04-913365-3 |
| 8    | 2021年5月27日（同日） | 978-4-04-913818-4 |

| 巻数 | 初版発行日（発売日）   | ISBN              |
| ---- | ---------------------- | ----------------- |
| 1    | 2017年4月27日（同日）  | 978-4-04-892650-8 |
| 2    | 2018年1月27日（同日）  | 978-4-04-893371-1 |
| 3    | 2018年10月26日（同日） | 978-4-04-893822-8 |
| 4    | 2019年6月26日（同日）  | 978-4-04-912449-1 |
| 5    | 2020年5月27日（同日）  | 978-4-04-913049-2 |

アンソロジー
| 巻数 | 初版発行日（発売日）   | ISBN              |
| ---- | ---------------------- | ----------------- |
| 1    | 2012年10月27日（同日） | 978-4-04-891108-5 |
| 2    | 2013年2月27日（同日）  | 978-4-04-891445-1 |
| 3    | 2013年8月27日（同日）  | 978-4-04-891834-3 |

| 巻数 | 初版発行日（発売日）  | ISBN              |
| ---- | --------------------- | ----------------- |
| 1    | 2013年5月27日（同日） | 978-4-04-891574-8 |
| 2    | 2014年3月27日（同日） | 978-4-04-866489-9 |

| 巻数 | タイトル                                                                 | 初版発行日（発売日）  | ISBN              |
| ---- | ------------------------------------------------------------------------ | --------------------- | ----------------- |
| 1    | ソードアート・オンライン 電撃コミックアンソロジー 1 彼と剣と彼女と恋と。 | 2017年6月9日（同日）  | 978-4-04-892926-4 |
| 2    | ソードアート・オンライン 電撃コミックアンソロジー 2 やっぱりキミが好き。 | 2017年10月7日（同日） | 978-4-04-893382-7 |

| 巻数 | タイトル                                                 | 初版発行日（発売日）  | ISBN              |
| ---- | -------------------------------------------------------- | --------------------- | ----------------- |
| 1    | ソードアート・オンライン 公式コミックアンソロジー 1 -if- | 2018年3月10日（同日） | 978-4-04-893773-3 |
| 2    | ソードアート・オンライン 公式コミックアンソロジー 2 -if- | 2018年8月9日（同日）  | 978-4-04-893985-0 |

### 関連書籍
専門誌
『ソードアート・オンライン マガジン』のタイトルで、電撃PlayStationの増刊としてVol.1からvol.9、電撃マオウの増刊としてvol.10からvol.11まで不定期刊行。原作・アニメ・ゲーム等のSAO関連コンテンツ総合誌。
| 巻数 | タイトル                                 | 初版発行日（発売日）        |
| ---- | ---------------------------------------- | --------------------------- |
| 1    | ソードアート・オンライン マガジン Vol.1  | 2016年10月24日（同日[148]） |
| 2    | ソードアート・オンライン マガジン Vol.2  | 2016年12月26日（同日[149]） |
| 3    | ソードアート・オンライン マガジン Vol.3  | 2017年2月18日（同日[150]）  |
| 4    | ソードアート・オンライン マガジン Vol.4  | 2018年1月31日（同日[151]）  |
| 5    | ソードアート・オンライン マガジン Vol.5  | 2018年3月31日（同日[152]）  |
| 6    | ソードアート・オンライン マガジン Vol.6  | 2018年6月25日（同日[153]）  |
| 7    | ソードアート・オンライン マガジン Vol.7  | 2018年10月22日（同日[154]） |
| 8    | ソードアート・オンライン マガジン Vol.8  | 2019年4月2日（同日[155]）   |
| 9    | ソードアート・オンライン マガジン Vol.9  | 2019年9月27日（同日[156]）  |
| 10   | ソードアート・オンライン マガジン Vol.10 | 2020年7月9日（同日[157]）   |
| 11   | ソードアート・オンライン マガジン Vol.11 | 2022年11月9日（同日[158]）  |
画集
『ソードアート・オンライン abec画集』
2016年1月20日初版発行（同日発売） / ISBN 978-4-04-865709-9
abecによる原作小説のイラストを中心に収録。
『ソードアート・オンライン abec画集 Wanderers』
2020年3月27日発売 / ISBN 978-4-04-913134-5
『ソードアート・オンライン abec画集 New World』
2023年2月10日発売 / ISBN 978-4-04-914624-0
ゲーム攻略本・資料集
アニメ関連書籍

## アニメ
本作を原作とするテレビアニメおよび劇場アニメが制作されている。

## テレビドラマ
2016年8月2日（アメリカ合衆国・サンタモニカ現地時間）、ハリウッドでのテレビドラマ化が決定したことが報じられた。製作はスカイダンス・メディア、脚本はレータ・カログリディスが担当する。既にNetflixが配信権を取得している。また、主役はアジア人俳優が務める予定。

## ボイスドラマ
『ソードアート・オンライン ボイス』は、Web小説時代に製作された作者公認のボイスドラマ。キャストはテレビアニメとは異なる。
スタッフ
- 原作 - 九里史生（川原礫）
- 脚本 - 熊玉
- 演出 - 酒井啓之
- 音響 - 佐倉ゆき
- 製作 - 稽古場PROJECT

キャスト
- キリト - 皆川達也
- アスナ - 辻静香
- コーバッツ - 滝川茂市
- クラディール - 豊岡聡仁
- ゴドフリー、エギル、ニシダ - 浅科准平
- ヒースクリフ - 岡本未来
- グリームアイズ、クライン、湖のヌシ、スカルリーパー - 藤井剛（友情出演）

## ドラマCD
『アクセル・ワールド+ソードアート・オンライン ドラマCD』
2012年4月6日発売。『アクセル・ワールド』と『ソードアート・オンライン』のドラマCD。

『ソードアート・オンライン×KYOTO NIPPON FESTIVALドラマCD《古都キョウトの大結界》』
2019年10月25日発売。『ソードアート・オンライン』と『KYOTO NIPPON FESTIVAL 2019』のコラボイベントで販売されたドラマCD。

## ゲーム
2018年11月時点の全世界における総売り上げは、コンシューマーゲームが累計430万本、モバイルゲームが2500万ダウンロードをそれぞれ突破している。

### コンシューマーゲーム
バンダイナムコエンターテインメント（旧・バンダイナムコゲームス）より発売。
| タイトル                                                  | 開発元         | ジャンル      | 対応機種             | 発売日         | 備考                               |
| --------------------------------------------------------- | -------------- | ------------- | -------------------- | -------------- | ---------------------------------- |
| ソードアート・オンライン -インフィニティ・モーメント-     | アクリア       | RPG           | PlayStation Portable | 2013年3月14日  |                                    |
| ソードアート・オンライン -ホロウ・フラグメント-           | アクリア       | RPG           | PlayStation Vita     | 2014年4月24日  |                                    |
| ソードアート・オンライン -ホロウ・フラグメント-           | アクリア       | RPG           | PlayStation 4        | 2015年11月19日 | ディレクターズカット版             |
| ソードアート・オンライン -ホロウ・フラグメント-           | アクリア       | RPG           | Steam                | 2018年8月21日  | ディレクターズカット版             |
| ソードアート・オンライン -ロスト・ソング-                 | アートディンク | アクションRPG | PlayStation Vita     | 2015年3月26日  |                                    |
| ソードアート・オンライン -ロスト・ソング-                 | アートディンク | アクションRPG | PlayStation 3        | 2015年3月26日  |                                    |
| ソードアート・オンライン -ロスト・ソング-                 | アートディンク | アクションRPG | PlayStation 4        | 2015年11月19日 |                                    |
| ソードアート・オンライン -ロスト・ソング-                 | アートディンク | アクションRPG | Steam                | 2018年11月13日 |                                    |
| ソードアート・オンライン -ホロウ・リアリゼーション-       | アクリア       | RPG           | PlayStation Vita     | 2016年10月27日 |                                    |
| ソードアート・オンライン -ホロウ・リアリゼーション-       | アクリア       | RPG           | PlayStation 4        | 2016年10月27日 |                                    |
| ソードアート・オンライン -ホロウ・リアリゼーション-       | アクリア       | RPG           | Steam                | 2017年10月27日 | DELUXE EDITION Steam版は日本未発売 |
| ソードアート・オンライン -ホロウ・リアリゼーション-       | アクリア       | RPG           | Nintendo Switch      | 2019年4月25日  | DELUXE EDITION Steam版は日本未発売 |
| アクセル・ワールド VS ソードアート・オンライン 千年の黄昏 | アートディンク | アクションRPG | PlayStation Vita     | 2017年3月16日  | クロスオーバー作品                 |
| アクセル・ワールド VS ソードアート・オンライン 千年の黄昏 | アートディンク | アクションRPG | PlayStation 4        | 2017年3月16日  | クロスオーバー作品                 |
| アクセル・ワールド VS ソードアート・オンライン 千年の黄昏 | アートディンク | アクションRPG | Steam                | 2017年9月12日  | DELUXE EDITION 日本未発売          |
| ソードアート・オンライン フェイタル・バレット             | ディンプス     | TPSRPG        | PlayStation 4        | 2018年2月8日   |                                    |
| ソードアート・オンライン フェイタル・バレット             | ディンプス     | TPSRPG        | Xbox One             | 2018年2月8日   |                                    |
| ソードアート・オンライン フェイタル・バレット             | ディンプス     | TPSRPG        | Steam                | 2018年2月24日  |                                    |
| ソードアート・オンライン フェイタル・バレット             | ディンプス     | TPSRPG        | PlayStation 4        | 2019年1月17日  | COMPLETE EDITION                   |
| ソードアート・オンライン フェイタル・バレット             | ディンプス     | TPSRPG        | Xbox One             | 2019年1月17日  | COMPLETE EDITION                   |
| ソードアート・オンライン フェイタル・バレット             | ディンプス     | TPSRPG        | Steam                | 2019年1月17日  | COMPLETE EDITION                   |
| ソードアート・オンライン フェイタル・バレット             | ディンプス     | TPSRPG        | Nintendo Switch      | 2019年8月8日   | COMPLETE EDITION                   |
| ソードアート・オンライン アリシゼーション リコリス        | アクリア       | RPG           | PlayStation 4        | 2020年7月9日   | [ 165 ]                            |
| ソードアート・オンライン アリシゼーション リコリス        | アクリア       | RPG           | Xbox One             | 2020年7月9日   | [ 165 ]                            |
| ソードアート・オンライン アリシゼーション リコリス        | アクリア       | RPG           | Steam                | 2020年7月10日  | [ 165 ]                            |

### モバイルゲーム
Android・iOS用ネイティブアプリのみ記載している。バンダイナムコエンターテインメント（旧・バンダイナムコゲームス）より配信。
| タイトル                                              | ジャンル            | 配信日         | 配信日         | 備考                                                           |
| タイトル                                              | ジャンル            | Android        | iOS            | 備考                                                           |
| ----------------------------------------------------- | ------------------- | -------------- | -------------- | -------------------------------------------------------------- |
| ソードアート・オンライン コード・レジスタ             | RPG                 | 2014年11月28日 | 2014年12月16日 | 2018年8月30日にサービス終了                                    |
| ソードアート・オンライン メモリー・デフラグ           | アクションRPG       | 2016年8月29日  | 2016年8月29日  | 2021年8月30日にサービス終了                                    |
| ソードアート・オンライン インテグラル・ファクター     | オンラインRPG       | 2017年11月30日 | 2017年11月30日 |                                                                |
| ソードアート・オンラインVR LOVELY HONEY DAYS          | VRアドベンチャー    | 2018年10月5日  | 2018年10月5日  | 2021年5月10日にサービス終了                                    |
| ソードアート・オンライン アンリーシュ・ブレイディング | 気高き魂をつなぐRPG | 2019年11月20日 | 2019年11月20日 | 旧称「アリシゼーション・ブレイディング」、2021年10月30日に改称 |

### アーケードゲーム
『ソードアート・オンライン アーケード ディープ・エクスプローラー』
バンダイナムコアミューズメントが2019年3月19日より稼働を開始したアーケード向けアクションRPG。

### 卓上ゲーム
『カードコンプリートセット ソードアート・オンライン アインクラッド攻略編』
2013年6月18日発売。カードゲーム。

『ソードアート・オンライン ボードゲーム ソード・オブ・フェローズ』
2017年6月29日発売。ボードゲーム。

『ソードアート・オンライン コード・レジスタ スカウトバトル』
2017年10月7日発売。カードゲーム。

『声に出して詠みたい! ソードアート・オンラインかるた』
2021年10月30日発売。カードゲーム。

### ゲスト出演作品
| トレーディングカードゲーム - ヴァイスシュヴァルツ（2012年） - ファイブクロス（2013年） モバイルゲーム - 嫁コレ（2012年） - 魔法科高校の劣等生 LOST ZERO（2015年） - とある魔術と科学の謎解目録（2015年） - テイルズ オブ リンク（2015年） - ニューワールド（2016年） - アクセル・ワールド エンドオブバースト（2017年） - モンスターストライク（2017年、2018年、2020年） - テイルズ オブ ザ レイズ（2018年、2022年） - パズル&ドラゴンズ（2018年、2020年） - 白猫プロジェクト（2019年） - ゼノンザード（アプリ版）（2020年） - 伝説対決 -Arena of Valor-（2020年） - チェインクロニクル（2021年） - ＃コンパス 戦闘摂理解析システム（2021年） - アイドルマスター ミリオンライブ! シアターデイズ（2022年） | パソコンゲーム - テイルズウィーバー（2013年） - マビノギ（2013年） - マビノギ英雄伝（2013年） - メイプルストーリー（2013年） - アラド戦記（2013年） - ファンタシースターオンライン2（2020年） コンシューマーゲーム - 絶対ヒーロー改造計画（2010年） - 魔法科高校の劣等生 Out of Order（2014年） - ゴッドイーター2 レイジバースト（2015年） - エースコンバット インフィニティ（2016年） - ファンタシースターオンライン2（2020年） - テイルズオブアライズ（2021年） |

### パチンコ・パチスロ
- パチスロ：スロット ソードアート・オンライン（2023年5月、大都技研）[201]
- パチンコ：スマートぱちんこソードアート・オンライン（2023年9月、京楽産業.）[202]

## アプリ
『めざましマネージャーアスナ』
2015年6月25日よりサービスが開始されたAndroid用アプリ。本作のヒロインであるアスナが、ユーザーの起床やスケジュールの管理を補助するという趣旨になっている。Live2Dによるキャラクターモーションと、音声合成技術が採用されている。2019年1月15日にサービスを終了。なお、このアプリの技術を生かして開発された「宣伝隊長アスナ」がテレビアニメ第3期の宣伝に用いられている。

『劇場版 ソードアート・オンライン 公式アプリ』
2016年12月28日よりサービスが開始されたAndroid・iOS用アプリ。2018年10月31日にサービスを終了。

『Xperia Ear Duo（アスナ）』
2017年3月17日より『Xperia Ear プラグイン（アスナ）』の名でサービスが開始されたAndroid用アプリ。Xperia Earのアシスタント音声をアスナの声に変更できる。2019年1月28日のアップデートで新たにXperia Ear Duoに対応し、アプリ名も変更された。

## イベント

### VR体験イベント
『ソードアート・オンライン ザ・ビギニング Sponsored by IBM』
2016年3月18日から20日にかけて開催されたVR体験イベント。日本IBMとのコラボレーション。

『ソードアート・オンライン レプリケーション』
2017年12月8日から10日にかけて開催されたVR体験イベント。NTTドコモとのコラボレーション。
『ソードアート・オンライン - アノマリー・クエスト -』
2023年4月14日に開業する東急歌舞伎町タワー4F「THE TOKYO MATRIX」で同日から催される予定のリアルダンジョン。

### リアル謎解きゲーム
『ソードアート・オンラインII リアル謎解きRPG ラーズグリーズを救え!』
2015年4月25日、26日、29日、5月2日、23日、24日に1日に2度、NAZO×NAZO劇団の主催によりとしまえんで行われた。
『ソードアート・オンライン 浮遊城《アインクラッド》第72層からの脱出』
リアルアクションロールプレイング（バンダイナムコエンターテインメント）とリアル脱出ゲーム（SCRAP）の主催、よだかのレコードの制作協力により各都市で行われた。2021年9月17日から11月28日に東京のリアル脱出ゲーム原宿店、2021年12月24日から2022年1月30日に大阪のリアル脱出ゲーム大阪心斎橋店、2022年2月18日から3月13日に愛知のリアル脱出ゲーム名古屋店。

### 体験型展示イベント
『ソードアート・オンライン -エクスクロニクル-』
2019年8月4日から18日にかけて秋葉原UDXにて開催された体験型展示イベント。ソニーとのコラボレーション。

『ソードアート・オンライン -エクスクロニクル- in KYOTO』
2020年1月31日から2月3日にかけて国立京都国際会館にて開催された体験型展示イベント。東京会場と同じくソニーとのコラボレーション。

### カフェ
『SAO cafe』
「SAOの情報発信基地」として大阪府大阪市浪速区のなんばパークス8階にオープンしたコンセプトカフェ。「ソードアート・オンラインカフェ」とも称される。2019年12月26日から行われたβテストオープンを経て、2020年1月24日より正式にオープンした。
「アニメ・ゲームの垣根なくSAOを楽しめる空間」をコンセプトに、キャラクター・作品世界をモチーフとしたオリジナルメニューやグッズなどを提供・販売・配布し、キャラクターのバースデーイベントやアニメ・ゲーム関係者を招いたイベントの開催を随時予定している。

### その他
『劇場版 ソードアート・オンライン -オーディナル・スケール- in JOYPOLIS EXTRA STAGE ジョイポリスを攻略せよ!』
2017年1月21日から2月26日にかけて東京ジョイポリスにて開催されたイベント。
THE ART OF SWORD ART ONLINE
2022年7月2日から同月24日まで、上野の森美術館で開催された美術展覧会。
2022年11月19日から2023年1月9日まで、ひらかたパークで開催された美術展覧会。
2023年3月16日から2023年4月3日まで、富山大和で開催予定の美術展覧会。

## 朗読PV
電撃文庫を声優が朗読する企画『電撃文庫朗読してみた』に本作が登場し、2021年4月7日より約7分の松岡禎丞による朗読が配信された。